# Радус, Фёдор Никифорович
Фёдор Никифорович Радус (1910—1988) — советский военный лётчик морской авиации. Участник Советско-финской, Великой Отечественной и Советско-японской войн. Герой Советского Союза (1940). Полковник (27.12.1950).

## Биография
Фёдор Никифорович Радус родился 20 декабря 1910 года в уездном городе Новгороде-Северском Черниговской губернии Российской империи (ныне город, административный центр Новгород-Северского района Черниговской области Украины) в семье рабочего. Украинец. Вскоре после начала Первой мировой войны семья Радус перебралась на Северный Кавказ в город Армавир. Здесь Фёдор Никифорович окончил школу и городской аэроклуб. Хотел поступать в военную авиационную школу, но не прошёл медицинскую комиссию. В Армавир Фёдор Никифорович уже не вернулся. Обосновался в Грозном, где после окончания школы строительного ученичества при тресте «Грознефть» работал инструктором-столяром в школе фабрично-заводского ученичества. В 1930 году стал членом ВКП(б). Партбилет помог Фёдору Никифоровичу осуществить юношескую мечту, и с декабря 1931 года он уже курсант Военной школы морских лётчиков и лётчиков-наблюдателей ВВС РККА имени Сталина в Ейске.
После окончания военно-морской авиационной школы Ф. Н. Радус был оставлен в ней на инструкторской работе и прослужил здесь в должностях инструктора-пилота, инструктора-лётчика и командира учебного звена более трёх с половиной лет. С середины января 1937 года Фёдор Николаевич на Балтийском флоте. Служил командиром звена и командиром отряда в 47-й (с 15 января 1937 года по 26 января 1938 года) и 46-й (с 26 января по 25 апреля 1938 года) скоростных бомбардировочных эскадрильях ВВС КБФ. В апреле 1938 года Ф. Н. Радус был переведён на должность инструктора по технике пилотирования в 57-й скоростной бомбардировочный авиационный полк. Уже в первые месяцы пребывания в полку Фёдор Никифорович зарекомендовал себя опытным морским лётчиком с отличной техникой пилотирования. В конце июля 1938 года он уже был назначен помощником командира 4-й эскадрильи полка, а в феврале 1939 года — 1-й эскадрильи.
В Советско-финской войне 57-й скоростной бомбардировочный авиационный полк в составе 8-й бомбардировочной авиационной бригады ВВС Балтийского флота участвовал с первых дней. В ходе боевых действий старший лейтенант Ф. Н. Радус, действуя с аэродрома недалеко от побережья Копорской губы, многократно водил группы СБ и ДБ-3Ф на бомбардировку финских укреплений на Карельском перешейке и стратегических объектов на территории Финляндии. 29 февраля 1940 года при возвращении с боевого задания по бомбардировке инфраструктурных объектов противника в его глубоком тылу один из самолётов группы старшего лейтенанта Ф. Н. Радуса был подбит и совершил вынужденную посадку на вражеской территории. Не в силах бросить в беде своих боевых товарищей, Фёдор Никифорович решил подобрать экипаж сбитого бомбардировщика. Условия для посадки в месте падения советского самолёта практически отсутствовали, но сделав над ним несколько кругов, Радус всё же смог обнаружить пригодную для этой цели площадку. С огромным риском для жизни он мастерски посадил свой самолёт на небольшой пятачок среди ледяных торосов, подобрал трёх лётчиков сбитого бомбардировщика и благополучно вернулся на свой аэродром. После завершения Зимней войны в марте 1940 года Ф. Н. Радус был произведён в капитаны и представлен к званию Героя Советского Союза.
Указ Президиума Верховного Совета СССР о присвоении капитану Радусу Фёдору Никифоровичу звания Героя Советского Союза был подписан 21 апреля 1940 года.
В декабре 1940 года Фёдор Никифорович был направлен на Высшие курсы усовершенствования командного состава ВВС и ПВО ВМФ (Новый Петергоф), из которых был досрочно выпущен уже после начала Великой Отечественной войны в конце июня 1941 года. В боях с немецко-фашистскими захватчиками капитан Ф. Н. Радус с 10 июля 1941 года в должности командира эскадрильи 73-го пикирующего бомбардировочного авиационного полка 10-й смешанной авиационной бригады ВВС Балтийского флота. Воевал на бомбардировщике Пе-2. Участвовал в обороне Таллина и Ханко, защищал объекты военно-морского флота на островах Эзель и Даго. В сентябре 1942 года Ф. Н. Радуса в качестве опытного морского лётчика-разведчика направили на Черноморский флот. С 29 сентября 1941 года Фёдор Николаевич в должности заместителя командира 3-й эскадрильи принимал участие в обороне Севастополя в составе 62-го смешанного авиационного полка особой (Фрайдорской) группы ВВС Черноморского флота. Неоднократно в интересах командования флота Фёдор Никифорович в одиночку вылетал на выполнение «особых заданий», за успешное выполнение которых ему была объявлена благодарность Военного Совета Черноморского флота. Во время ожесточённых боёв за Севастополь в ноябре 1941 года капитан Радус произвёл более 30 боевых вылетов на уничтожение живой силы и техники противника. В воздушном бою над городом он сбил немецкий истребитель Ме-109. В ноябрьских боях 1941 года 62-й смешанный авиационный полк понёс большие потери и был выведен на переформирование. В Севастополе из его состава осталось только три экипажа пикирующих бомбардировщиков, среди которых был и экипаж капитана Радуса. Скоро это звено влилось в состав 40-го бомбардировочного авиационного полка 63-й тяжелобомбардировочной авиабригады дальнего действия ВВС ВМФ, в составе которого Фёдор Никифорович сражался до эвакуации полка из Севастополя в мае 1942 года. С февраля 1942 года он занимал должность командира 1-й эскадрильи полка.
Вскоре после вывода полка с Крымского полуострова Ф. Н. Радус получил звание майора и был направлен в Камышин, где на базе Военно-морского авиационного училища имени Леваневского приступил к формированию 28-го пикирующего бомбардировочного авиационного полка. После стажировки на базе 3-го запасного авиационного полка ВВС ВМФ в Казахстане в июне 1942 года полк под командованием майора Ф. Н. Радус убыл на Кольский полуостров и был включён в состав особой морской авиационной группы Северного флота. До конца октября 1942 года экипажи полка занимались встречей и сопровождением в территориальных водах СССР морских конвоев. В конце октября ОМАГ была расформирована, а 28-й бомбардировочный авиационный полк был отправлен в тыл на переформирование.
Летом 1943 года майор Ф. Н. Радус получил новое назначение. На этот раз ему предстояла служба в составе Северной Тихоокеанской флотилии. 23 июня Фёдор Никифорович приступил к исполнению обязанностей командира 42-го смешанного авиационного полка ВВС СТОФ, который базировался на Сахалине. В связи с планами переформирования полка в истребительный в декабре 1944 года командир полка майор Радус вместе с личным составом 3-й эскадрильи, оснащённой самолётами СБ и Пе-2, убыл в Приморье на аэродром Унаши, где в конце месяца приступил к формированию 55-го отдельного пикировочного авиационного полка. К апрелю 1945 года Фёдор Никифорович сумел создать сплочённый боеспособный коллектив, который хорошо зарекомендовал себя в ходе советско-японской войны. За тринадцать дней участия в боевых действиях лётчики полка совершили 135 боевых вылетов и сбросили на противника 81650 килограмм авиационных бомб. Лётчиками полка был нанесён большой урон врагу в живой силе и технике, потоплены 2 транспорта общим водоизмещением до 12000 тонн и ещё два были сильно повреждены. Лично майор Ф. Н. Радус произвёл 7 боевых вылетов, в ходе которых он лично уничтожил 2 пакгауза на станции Ранан, 2 склада с горючим на станции Сэйсин, до 15 автомашин с войсками и грузами, разрушил железнодорожное полотно, истребил до 50 японских солдат. 9 августа 1945 года он принимал непосредственное участие в потоплении вражеского транспорта водоизмещением до 6000 тонн в порту Расин. За образцовое выполнение боевых заданий командования личному составу полка была объявлена благодарность от имени Верховного Главнокомандующего.
После окончания Второй мировой войны Ф. Н. Радус продолжил службу в ВВС Тихоокеанского флота. Командовал своим полком до февраля 1946 года, затем 62-м минно-торпедным авиационным полком. В 1947—1950 годах Фёдор Никифорович занимал должности помощника и заместителя командира 19-й минно-торпедной авиационной дивизии ВВС 8-го Военно-Морского флота.
В декабре 1951 — январе 1952 года прошёл переподготовку на Высших офицерских лётно-тактических курсах морской авиации в Риге. Затем с января 1952 года по декабрь 1954 года был военным советником в Народной Республике Болгария.
После окончания в 1956 году Высшей военной академии имени К. Е. Ворошилова Фёдор Никифорович служил командиром 19-го учебного отряда ВВС Черноморского флота. С сентября 1960 года полковник Ф. Н. Радус в запасе.
После увольнения из армии Фёдор Никифорович жил в Грозном. В мае 1964 года переехал в Гудауту. До ноября работал диспетчером службы движения местного аэропорта. По состоянию здоровья вынужден был оставить службу. Поселился в посёлке Кудепста города Сочи, с 1967 по 1968 год руководил авиамодельным кружком Сочинского дома пионеров. С 1968 года жил в Грозном, затем переехал в Краснодар.
Умер 22 ноября 1988 года. Похоронен в Краснодаре на Славянском кладбище.

## Награды
- Медаль «Золотая Звезда» Героя Советского Союза (21.04.1940);
- два ордена Ленина (21.04.1940; 30.12.1956);
- три ордена Красного Знамени (10.05.1942; 09.09.1945; 19.11.1951);
- орден Отечественной войны 1-й степени (11.03.1985);
- орден Красной Звезды (05.11.1946);
- медали, в том числе:
  - медаль «За боевые заслуги» (03.11.1944);
  - медаль «За оборону Севастополя»;
  - медаль «За победу над Японией».

## Память

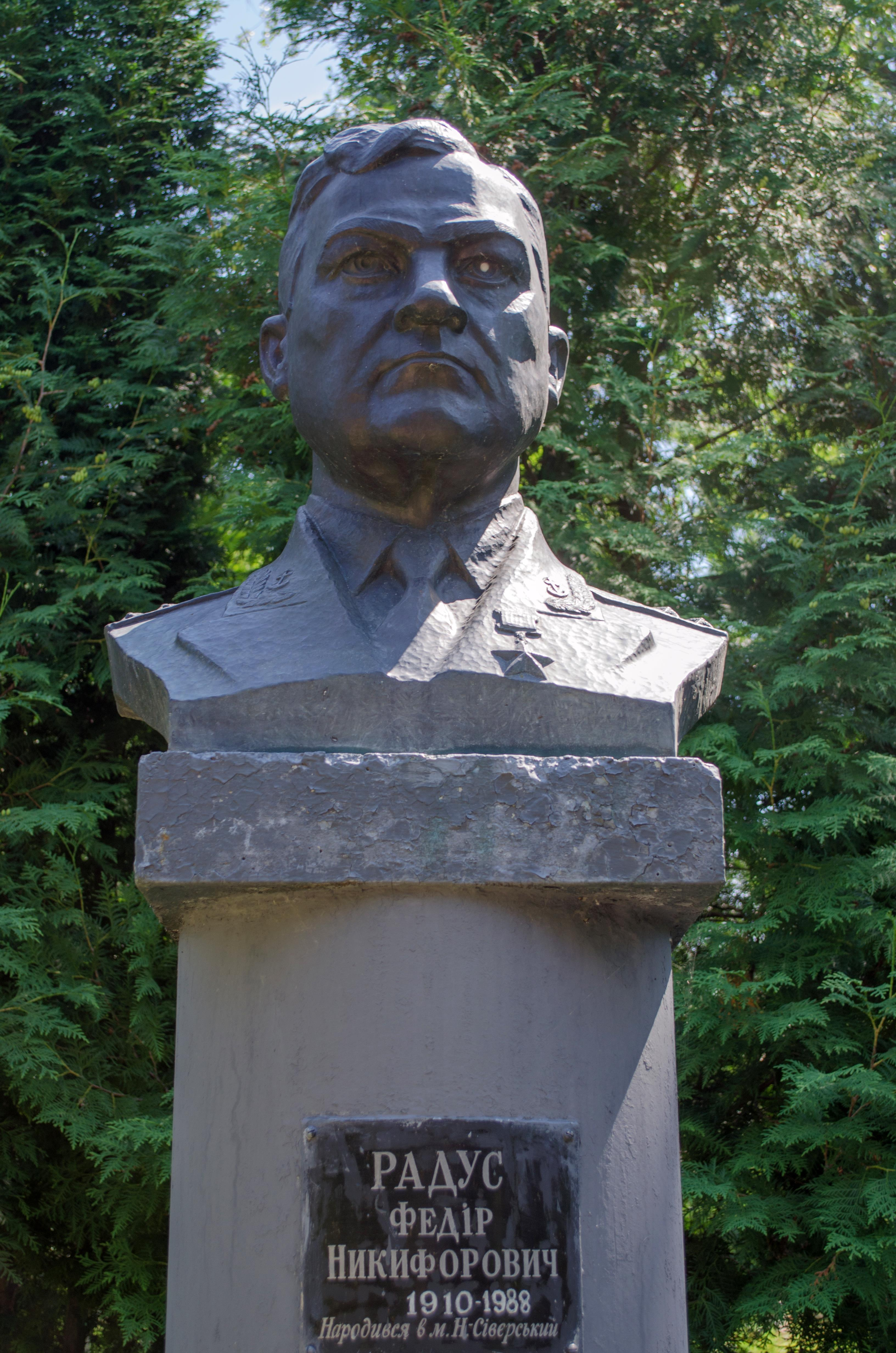
Бюст Ф. Н. Радуса в Новгороде-Северском.

- Бюст Героя Советского Союза Ф. Н. Радуса установлен на Аллее Славы в городе Новгороде-Северском.
- Имя Героя Советского Союза Ф. Н. Радуса увековечено на мемориальном комплексе Славы имени Ахмата Кадырова в Грозном.
- Имя Героя Советского Союза Ф. Н. Радуса носит ракетоносец Ту-22М3 7061-й гвардейской авиабазы морской авиации Тихоокеанского флота.

## Документы
- Общедоступный электронный банк документов «Подвиг Народа в Великой Отечественной войне 1941—1945 гг.» Дата обращения: 16 сентября 2013. Архивировано из оригинала 11 мая 2017 года.

Орден Красного Знамени (наградной лист, награждён приказом № 32с от 10.05.1942).
Орден Красного Знамени (наградной лист и приказ о награждении от 09.09.1945).
Орден Отечественной войны 1-й степени (информация из карточки награждённого к 40-летию Победы).
Медаль «За боевые заслуги» (наградной лист и приказ о награждении).